# Gregor Hovemann
Gregor Hovemann (* 1971 in Duisburg) ist ein deutscher Sportökonom und Hochschullehrer.

## Leben
Hovemann absolvierte ab 1992 ein Sportstudium an der Deutschen Sporthochschule Köln, welches er 1997 als Diplom-Sportlehrer abschloss. Parallel dazu studierte er an der Universität zu Köln Betriebswirtschaftslehre mit den Schwerpunkten Betriebswirtschaftliche Organisationslehre, Marktforschung, Marketing und Steuerrecht. Das Studium schloss er 1998 als Diplom-Kaufmann ab. Ende des Jahres 1998 erlangte er im Rahmen des Hochschulverbunds CEMS einen Masterabschluss im Fach Internationales Management. 1995 hatte Hovemann einen Studienaufenthalt an der École des hautes études commerciales de Paris eingelegt.
Bereits ab September 1997 war er als Wissenschaftlicher Mitarbeiter am Institut für Sportsoziologie der Deutschen Sporthochschule Köln tätig und arbeitete in dieser Zeit an seiner Promotion, die er im Juli 2003 abschloss. Anschließend war Hovemann bis Jahresende 2009 Wissenschaftlicher Assistent am Institut für Sportökonomie und Sportmanagement der Deutschen Sporthochschule Köln. Teils gleichzeitig, nämlich zwischen Oktober und Dezember 2009, hatte er eine Vertretungsprofessur für Sportmanagement an der Universität Leipzig inne. Von Januar bis September 2009 war er an der Uni Leipzig dann ordentlicher Professor für Sportmanagement, zum Oktober 2010 wechselte er auf die Professur für Sportsoziologie/Sportmanagement an Technischen Universität Chemnitz. Im Oktober 2012 kehrte Hovemann an die Universität Leipzig zurück und trat dort die Professorenstelle für Sportökonomie und Sportmanagement an.
Er übernahm den Vorsitz des Arbeitskreises Sportökonomie e.V.
Hovemanns Forschungsschwerpunkte liegen in den Bereichen sozio-ökonomische Analysen des Sports (dabei vor allem im Berufsfeld Sportmanagement), Finanz- und Ressourcenmanagement in Sportorganisationen, europäische Aspekte des Sportmanagements und der Sportsystemforschung sowie in Fragestellungen der Regulierung im Profisport.